# Seznam švicarskih pesnikov
Seznam švicarskih pesnikov.

## A
- Henri-Frédéric Amiel

## B
- Roland Béguelin
- Johann Jakob Bodmer
- Hermann Burger

## C
- Blaise Cendrars

## F
- Johann Heinrich Füssli (Fuessli)

## G
- Salomon Gessner

## H
- Albrecht von Haller

## J
- Philippe Jaccottet

## K
- Gottfried Keller

## M
- Maurice du Martheray
- Giachen Caspar Muoth

## O
- Juste Olivier
- Giovanni Orelli
- Arnold Ott

## R
- Ilma Rakusa

## S
- Johann Gaudenz von Salis-Seewis
- Karl Spitteler

## U
- Johann Martin Usteri

## V
- José Ángel Valente (špansko-švicarski)